# Sababurg

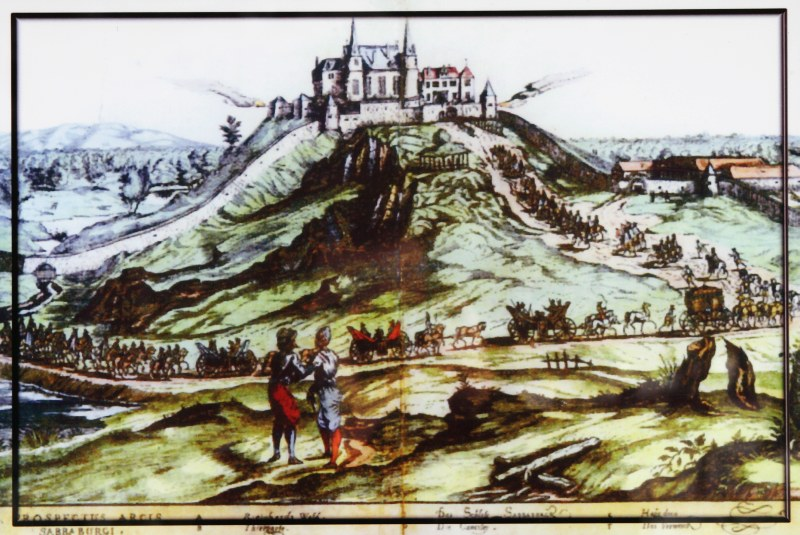
Kupferstich der Sababurg von Wilhelm Dilich, 1598

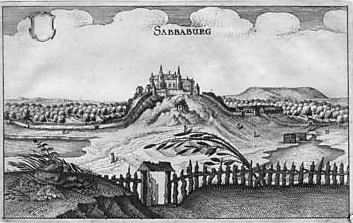
Kupferstich der Sababurg von Matthäus Merian aus der Topographia Hassiae 1645

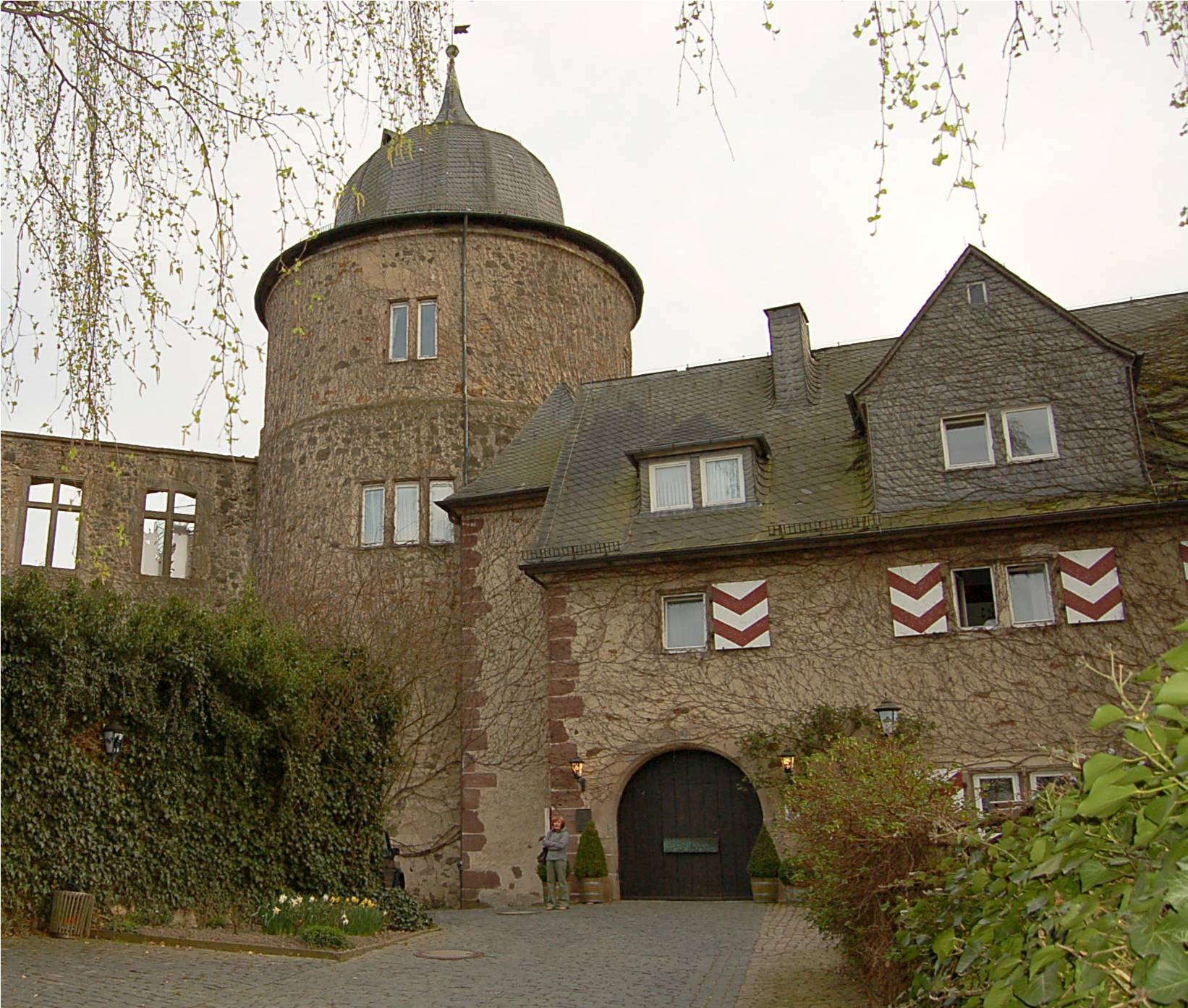
Eingang der Sababurg

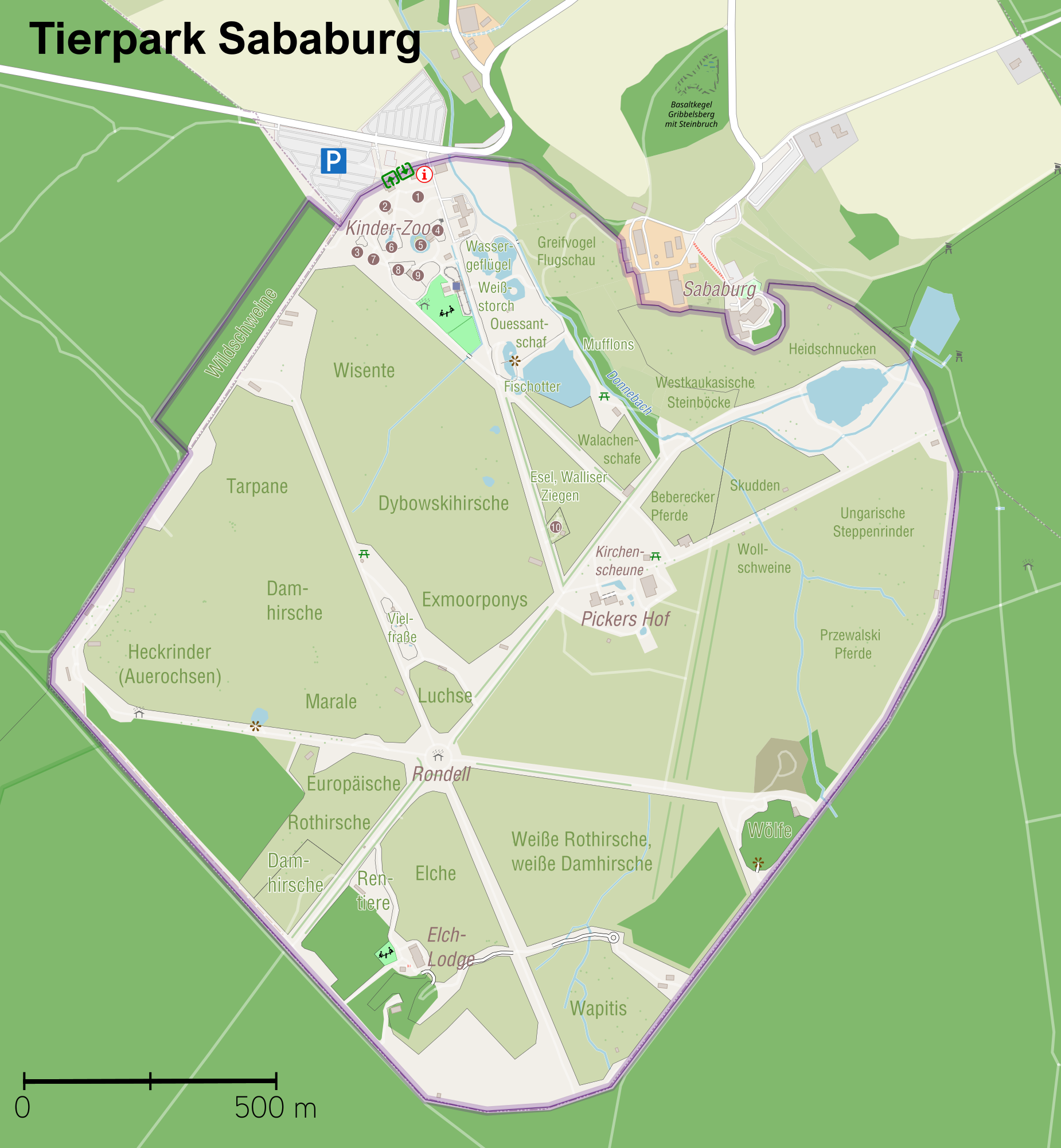
Lage der Sababurg auf der Karte des Tierpark Sababurg

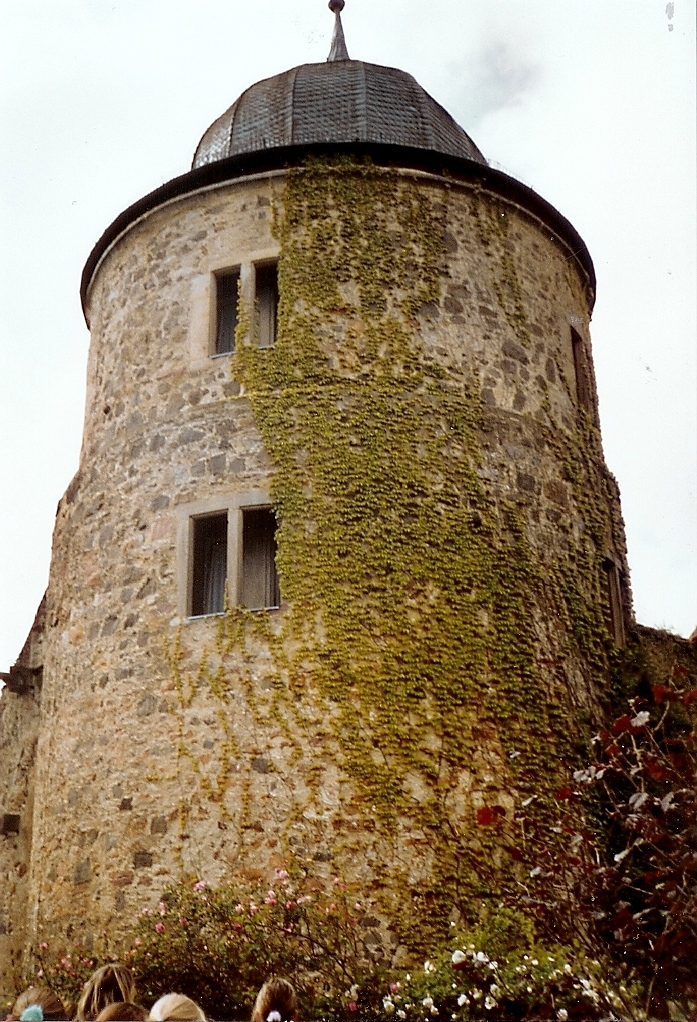
Ein Eckturm der Sababurg

Die Sababurg, früher erst Zappenburg, dann Zapfenburg und heute im Volksmund nach dem Brüder-Grimm-Märchen Dornröschenschloss genannt, ist die Ruine einer Höhenburg im Reinhardswald, der sich im nordhessischen Landkreis Kassel erstreckt. Sababurg ist zugleich ein Ortsteil des Stadtteils Beberbeck von Hofgeismar.
Die Burganlage entstand ab 1334 als Zappenburg zum Schutz der Pilger des nahen Wallfahrtsorts Gottsbüren. Aus der mittelalterlichen Burganlage ging ab 1490 das Jagdschloss Zapfenburg hervor. Nach 1957 wurde die Anlage restauriert und seit 1959 beherbergt sie ein Hotel. Zusammen mit der Trendelburg und Krukenburg gehört die heutige Ruine zu den drei bekanntesten Burgen der Reinhardswaldregion, obgleich Letztere knapp außerhalb dieses Waldes steht. In der Umgebung befinden sich der Tierpark Sababurg und der Urwald Sababurg. Auf der Burg entstand die Idee für das Brettspiel Sagaland.

## Geographische Lage
Die Sababurg steht im Kernbereich des Reinhardswaldes im nach ihr benannten und zum Hofgeismarer Stadtteil Beberbeck (Gutshof-Ansiedlung mit Schloss) zählenden, nordöstlichen Ortsteil Sababurg. Sie befindet sich zwischen dem etwa 4,5 km westsüdwestlich der Burgruine liegenden Beberbeck und dem rund 4,5 km (jeweils Luftlinie) nordnordwestlich von ihr gelegenen Gottsbüren (östlicher Ortsteil von Trendelburg). Die Ruine steht auf einer wenig bewaldeten Basaltkuppe auf etwa 315 m ü. NHN. Südwestlich unterhalb der Burg liegt der Tierpark Sababurg, durch den in nordwestlicher Richtung der kleine Donnebach, ein östlicher bzw. rechtsseitiger Zufluss der Holzape fließt. Die Ruine, Ort und Tierpark sind als Hofgeismarer Exklave umgeben vom gemeindefreien Gebiet Gutsbezirk Reinhardswald, in dem jenseits des Parks der Urwald Sababurg liegt.

## Geschichte

### Zappenburg
Die Zappenburg (früher: Zappaborgck und Zappenborgck) wurde ab 19. April 1334 zum Schutz und Schirm der Pilger des nahen Wallfahrtsorts Gottsbüren errichtet, „wo 1330 der unverweste Leichnam Jesu gefunden worden sein soll“. Ihre Gründung ging vom Bistum Mainz aus, das in ständiger Konkurrenz mit der Landgrafschaft Hessen, dem Bistum Paderborn und dem Herzogtum Braunschweig stand, deren Territorien hier beinahe aneinandergrenzten. Die Bautätigkeiten wurden wahrscheinlich durch Einnahmen aus den Wallfahrten finanziert. Mit Abschluss der Arbeiten im Jahr 1336 wurde Arnold von Portenhagen erster Burgmann.
1346 kam es zu Auseinandersetzungen, in denen Mainz unterlag. Die Burg wurde zwischen der Landgrafschaft Hessen und dem Bistum Paderborn aufgeteilt und 1455 als „wüst“ beschrieben. Ganz in den Besitz Hessens gelangte die Burg 1462 nach dem Ende der Mainzer Stiftsfehde.

### Zapfenburg und Sababurg
Ab 1490 ließ Landgraf Wilhelm I. (1466–1515) „auf den Grundmauern der Ursprungsanlage ein prächtiges Jagdschloss errichten, das 300 Jahre lang Schauplatz unzähliger glanzvoller Feste und Gesellschaften werden sollte“. Nach diesem Wiederauf- bzw. Umbau entstand ein großer Bedarf an Trinkwasser für Mensch und Vieh und war Auslöser für den Bau einer Wasserleitung. Ab 1508 begannen die Bauarbeiten am Palas, der unter seinem Enkel Philipp I. (1504–1567) im Jahr 1519 vollendet wurde. Es war auch ein Gestüt vorhanden.
Im Jahr 1582 wurde das heute noch vorhandene Kanzleigebäude errichtet, da das Schloss Sitz des Amts Gieselwerder wurde. In dieser Zeit taucht der Name Sababurg erstmals auf.
Im Dreißigjährigen Krieg (1618–1648) wurde die Sababurg 1628 von katholischen Truppen durch Feldmarschall Tilly (1559–1632) besetzt und stark beschädigt. Danach „verfiel die Schlossanlage in jenen wildromantisch verwachsenen Zustand, in dem der Volksmund nach Verbreitung der Kinder und Hausmärchen“ (ab 1812 veröffentlicht) „der Brüder Grimm den Ort sah, an dem sich die Geschichte vom Dornröschen zugetragen haben musste“. Seit dieser Zeit ist die Burg auch international als Dornröschenschloss bekannt. Wie im Märchen beschrieben, soll die Burg von 1571 bis 1591 eine 5 km lange und 3 m hohe Dornenhecke umgeben haben. Sie diente dazu, die eigene Tierhaltung vor Wildtieren zu schützen. Erst 1651 wurden Schäden ausgebessert.
Landgraf Karl (1654–1730) ließ die Sababurg geringfügig erweitern. Im Jahr 1724 wurde das Gestüt nach Beberbeck verlegt. 1760, während des Siebenjährigen Kriegs (1756–1763), wurde das Schloss von französischen Soldaten besetzt und verfiel weitestgehend. Später diente es als Forsthaus. 1824 bis 1826 wurden der West-, Ost und Südflügel der Burg abgerissen.

### Heutige Nutzung und Zustand der Sababurg
Die Anlage der Sababurg wird seit 1957 nach und nach vom Land Hessen restauriert und für die Öffentlichkeit zugänglich gemacht. Ab 1959 baute man die Ruine zu einem Hotel der gehobenen Kategorie mit Restaurant und Café um, das 1960 eröffnet wurde. Zudem befindet sich darin das SabaBurgTheater.
1987 wurde auf der Sababurg das deutschlandweit erste standesamtliche Trauzimmer außerhalb eines Rathauses eingerichtet. 2002 kam das zweite, größere Trauzimmer hinzu.
Von den ursprünglichen Wehranlagen der Sababurg sind auch aufgrund von Restaurierungsarbeiten zum Beispiel Teile der Ringmauer mit Flankentor und Wallgräben erhalten. Der Palas ist nur noch in seinen Außenmauern vorhanden. Neben den zwei mächtigen Ecktürmen mit ihren welschen Hauben, die heute vom Hotel genutzt werden, ist noch ein kleinerer Treppenturm erhalten. Das Kanzleigebäude wurde 1976 um einen modernen Anbau erweitert.

### Generalsanierung und Hotelneubau
Seit 2018 ist die Sababurg wegen umfassender Sanierungsarbeiten für Besucher eingeschränkt geöffnet. Nur die Außenanlagen der Burg können an Wochenenden und Feiertagen im Sommer besichtigt werden. Wöchentlich werden samstags kleine Theateraufführungen angeboten. Ebenfalls 2018 wurden der Hotel- und Gastronomiebetrieb eingestellt und standesamtliche Trauungen finden nicht statt.
2020 begannen erste Rückbauarbeiten auf der Sababurg mit dem Abriss des alten Hotels. Dafür soll sich ein neu zu errichtendes Hotel mit Restaurant und Tagungsräumen für 200 Personen in den historischen Ruinenkomplex einfügen. Der Neubau soll die horizontalen, dominierenden Gebäudekanten des Palas, die geneigten Dachflächen und die charakteristische Vielfältigkeit der Burg aufgreifen. Das Vier-Sterne-Hotel soll 40 Zimmer erhalten, die sich auf die Türme, das modernisierte Kanzleigebäude sowie das Erdgeschoss und das Obergeschoss des Neubaus aufteilen. Die Baukosten wurden zunächst auf zwölf Millionen Euro geschätzt. Nach Überarbeitung der Pläne 2023 sollte der Hotelneubau größtenteils aus Holz bestehen, was zu einem Kostenanstieg auf 43 Millionen Euro geführt hätte. 2024 wurden die Arbeiten gestoppt, wofür der Landesbetrieb Bau und Immobilien Hessen wirtschaftliche Gründe und den Untergrund auf dem Burgberg nannte.

## Sehenswertes in der Umgebung
Zu den Sehenswürdigkeiten in der Umgebung der Sababurg gehören neben der eindrucksvollen Landschaft des Reinhardswaldes der Tierpark Sababurg und der Urwald Sababurg:

### Tierpark Sababurg
1571 gründete Landgraf Wilhelm IV. (1532–1592) unterhalb der Sababurg den Thiergarten Sababurg, der zu den ersten Tierparks von Europa gehört und heute Tierpark Sababurg heißt. Die Mauern des Tiergartens wurden mit den Steinen der 1582/83 abgebrochenen Burg Schöneberg errichtet. Er ist etwa 130 ha groß. Zum Zweck der Jagd und der Forschung wurden darin unter anderem Ure, Damwild, weiße Hirsche, Gämsen, Elche und Rentiere gehalten. 1770 wurde der Park nach den Wünschen des Landgrafen Friedrich II. (1720–1785) nach barocken Mustern umgestaltet. Für die Parforcejagd wurde ein Rondell angelegt, auf das sternförmige Schneisen, die noch heute als Eichenalleen zu erkennen sind, zuführen. Am Ende des 18. Jahrhunderts verloren die hessischen Landgrafen ihr Interesse am Tierpark. Er wurde Teil des Gestüts Beberbeck, und gegen 1790 begann man mit der Abholzung des bis dahin weitgehend bewaldeten Parkgebiets.
Zu Beginn der 1970er-Jahre begann der Landkreis Kassel als Eigentümer des Parkgeländes damit, den Tierpark zu reaktivieren. 1973 wurde er als Wildpark neu eröffnet. Der Park mit seinen weiten Weiden beheimatet wieder viel heimisches Großwild, darunter Heckrinder, Urwildpferde wie die Przewalski-Pferde oder die Tarpane, Wölfe, aber auch exotische Tiere wie Kängurus, Affen, Pinguine und Lamas.

### Urwald Sababurg
Der Urwald Sababurg, der direkt westlich an den „Tierpark Sababurg“ grenzt, ist ein ehemaliger Hutewald und seit 1907 ein unterschiedlichen Angaben zufolge 88 bis 92 ha großes Naturschutzgebiet mit „800- bis 1000-jährigen Eichen und meterhohem Farn“, in dem unter anderem auch Rotbuchen wachsen.

## Verkehrsanbindung
Die Burg und der Ort Sababurg sind über die Kreisstraße 55, die aus Richtung Hofgeismar vorbei an dessen Ortsteil Beberbeck und am Urwald Sababurg zum Tierpark Sababurg und dann noch weiter zum Trendelburger Ortsteil Gottsbüren führt, zu erreichen; vom Tierpark kann man auf dieser Straße und anschließend über die Kreisstraße 56 hinauf zur Burg fahren. Wegen der abgelegenen Lage reisen die Besucher in der Regel mit ihrem PKW an.
Zudem ist die Burg mit Buslinien des Nordhessischen Verkehrsverbunds (NVV) erreichbar, die über Hofgeismar, Reinhardshagen, Hann. Münden, Bodenfelde und Gieselwerder fahren. Sie werden vom Omnibusbetrieb Sallwey und von DB Regio Bus Mitte betrieben.

## Sage
In der Sage von der Krukenburg, die vom Riesen Kruko und seinen Töchtern (deshalb auch manchmal Sage von Brama, Saba und Trendula genannt) handelt, werden die Burgen der Umgebung märchenhaft in eine Geschichte um die Ermordung von Saba (die als Gründerin der Sababurg genannt wird) durch ihre Schwester Trendula einbezogen. Brama und Saba hatten sich dem christlichen Glauben zugewandt, während ihre Schwester Trendula, sagenhafte Gründerin der Trendelburg, weiter beim heidnischen Glauben blieb und deshalb ihren Schwestern zusetzte. Die zogen von der Krukenburg weg und gründeten eigene Burgen, Brama die Bramburg und Saba die Sababurg. Aus Zorn brachte Trendula ihre Schwester Saba nach einem Besuch bei Brama in der Nähe der Krukenburg um; die Waldgegend nordwestlich von Wülmersen wird deshalb Mordkammer genannt. Trendula selbst wurde in einem Gottesgericht vom Blitz erschlagen. Der Ort ist heute als Wolkenbruch bekannt.